# Última Esperanza (tỉnh)
Última Esperanza (tiếng Tây Ban Nha: Provincia de Última Esperanza, nghĩa là "tỉnh hy vọng cuối cùng") là một trong bốn tỉnh thuộc  vùng Magallanes và Antártica Chilena của Chile. Thủ phủ là Puerto Natales và tỉnh được đặt tên theo vịnh hẹp Última Esperanza. Một đoạn biên giới của tỉnh với Argentina tại khu vực đồng băng Nam Patagonia có tranh chấp.
Là một tỉnh, Última Esperanza là một đơn vị hành chính cấp hai của Chile, được chia thành hai xã (comunas): Puerto Natales và Torres del Paine. Tỉnh được quản lý bởi một thống đốc do tổng thống bổ nhiệm.
Trong tỉnh này có vườn quốc gia Torres del Paine, dãy Cerro Torre và núi Cerro Chaltén nổi tiếng, bao gồm một số đỉnh núi ngoạn mục nhất của Nam Mỹ. Đồng băng Nam Patagonia là một phần của sông băng lớn nhất ngoài địa cực, nằm trong địa bàn Última Esperanza. Tỉnh cũng có Khu kỷ niệm tự nhiên Cueva del Milodón, là nơi ghi nhận được sự cư trú của con người thời tiền sử.